# Distretto di Farsi
Il distretto di Farsi è un distretto nella provincia di Herat, nell'Afghanistan occidentale. Confina a nord con il distretto di Obe, a ovest con il distretto di Adraskan, s sud con il distretto di Shindand e a est con la Provincia di Ghowr. La popolazione al 2005 era stimata in 26.100 abitanti. Il centro amministrativo del distretto è il villaggio di Farsi.

## Collegamenti esteriìni
- Mappa del distretto (PDF) (archiviato dall'url originale il 10 marzo 2012).